# بيتر سوليفان (لاعب هوكي الجليد)
بيتر سوليفان هو لاعب هوكي الجليد كندي، ولد في 25 يوليو 1951 في تورونتو في كندا.

## وصلات خارجية
- بيتر سوليفان على موقع دوري الهوكي الوطني (الإنجليزية)
- بيتر سوليفان على موقع قاعة مشاهير الهوكي (لاعب أن.إتش.أل) (الإنجليزية)
- بيتر سوليفان على موقع EliteProspects.com (الإنجليزية)
- بيتر سوليفان على موقع HockeyDB.com (الإنجليزية)
- بيتر سوليفان على موقع Hockey-Reference.com (الإنجليزية)